# Réjean Hébert
Réjean Hébert là một chính khách người Canada. Ông là thành viên của Quốc hội Quebec về việc tranh đua Saint-François, lần đầu tiên được bầu trong cuộc bầu cử năm 2012, ông từng là Bộ trưởng Bộ Y tế và Dịch vụ Xã hội trong chính phủ của Pauline Marois.
Chiến thắng hẹp của ông trước ứng cử viên Đảng Tự do Quebec, ông Nathalie Goguen đã được xác nhận trong một bản tường thuật tư pháp vào ngày 14 tháng 9 năm 2012. Ông đã bị đánh bại trong cuộc bầu cử Quebec 2014 bởi ứng cử viên tự do Guy Hardy.
Hebert là trưởng khoa Y tế công cộng tại Universite de Montreal.
Vào tháng 9 năm 2019, Hébert đã được xác nhận là ứng cử viên liên bang của đảng Tự do Canada tại khu vực bầu cử Longueuil–Saint-Hubert. Ông đã giành được đề cử bằng cách tung hô, nhưng không giành chiến thắng trong cuộc bầu cử.
Hébert đã kết hôn và có con trước khi công khai là người đồng tính ở tuổi 40. Ông là một trong ba thành viên đồng tính công khai của Quốc hội trong thời gian tại vị, cùng với Sylvain Gaudreault và Agnès Maltais.